# Historia Argentyny
Początki prehistorycznych dziejów terytorium obecnej Argentyny koncentrowały się wokół pierwszych ludzkich osad na południowych krańcach Patagonii 13 tysięcy lat temu. Pierwsze cywilizacje agrarne umiejscawiały się na południowo-wschodnich krańcach Andów począwszy od XVIII wieku p.n.e.
Początki spisanej historii terenu, który obecnie zajmuje Argentyna, sięgają czasu przybycia hiszpańskich kronikarzy z wyprawą Juana Díaz de Solís do rzeki Río de la Plata w 1516 roku. Ta podróż jednocześnie wyznacza początek hiszpańskiej dominacji w tym regionie. W 1776 roku władca hiszpański powołuje do życia Wicekrólestwo La Platy (hiszp. Virreinato del Río de la Plata), którego rozpad w czasie rewolucji majowej wyznacza początek procesu formowania się niepodległych państw, noszących początkowo wspólną nazwę Zjednoczonych Prowincji Río de la Plata (hiszp. Provincias Unidas del Río de la Plata).
Wraz z ogłoszoną 9 lipca 1816 roku deklaracją niepodległości, klęską wojskową Imperium Hiszpańskiego w 1824 i wyjściem z federacji w 1853, ukształtował się kraj, który dzisiaj znany jest jako Republika Argentyny.

## Prehistoria
Ponad połowa współczesnych miejscowości w Argentynie ma, choć w niewielkim stopniu, korzenie przedkolumbijskie. Historia i dziedzictwo pierwotnych ludów zamieszkujących Argentynę były marginalizowane w tradycji historiograficznej, a dominująca kultura zdefiniowała argentyńskie miasta jako „przeszczepienie miast europejskich”.

### Osadnictwo
Argentyński badacz Florentino Ameghino (1854-1911) stworzył teorię mówiącą o tym, że człowiek pochodzi z terenów Pampy (Homo Pampeus), która jednak została wielokrotnie odrzucona i odłożona na bok.
Pierwsi ludzie, którzy przybyli na teren obecnej Argentyny, przyszli ze skrajnie południowych krańców Patagonii, z obszaru, który obecnie należy do Chile. Najstarszy zachowany ślad obecności ludzkiej można obecnie spotkać w Muzeum Piedra (Santa Cruz). Datuje się go na 11.000 lat przed Chrystusem. Wspólnie ze znaleziskami z Monte Verde (Chile) i Pedra Furada (Brazylia), stanowi on, przynajmniej na chwilę obecną, najstarsze znane miejsca osadnictwa ludzkiego w Ameryce Południowej. Inną dawną osadę ludzką odkryto w Los Toldos, również w prowincji Santa Cruz, datowaną na 10 500 lat przed Chrystusem.

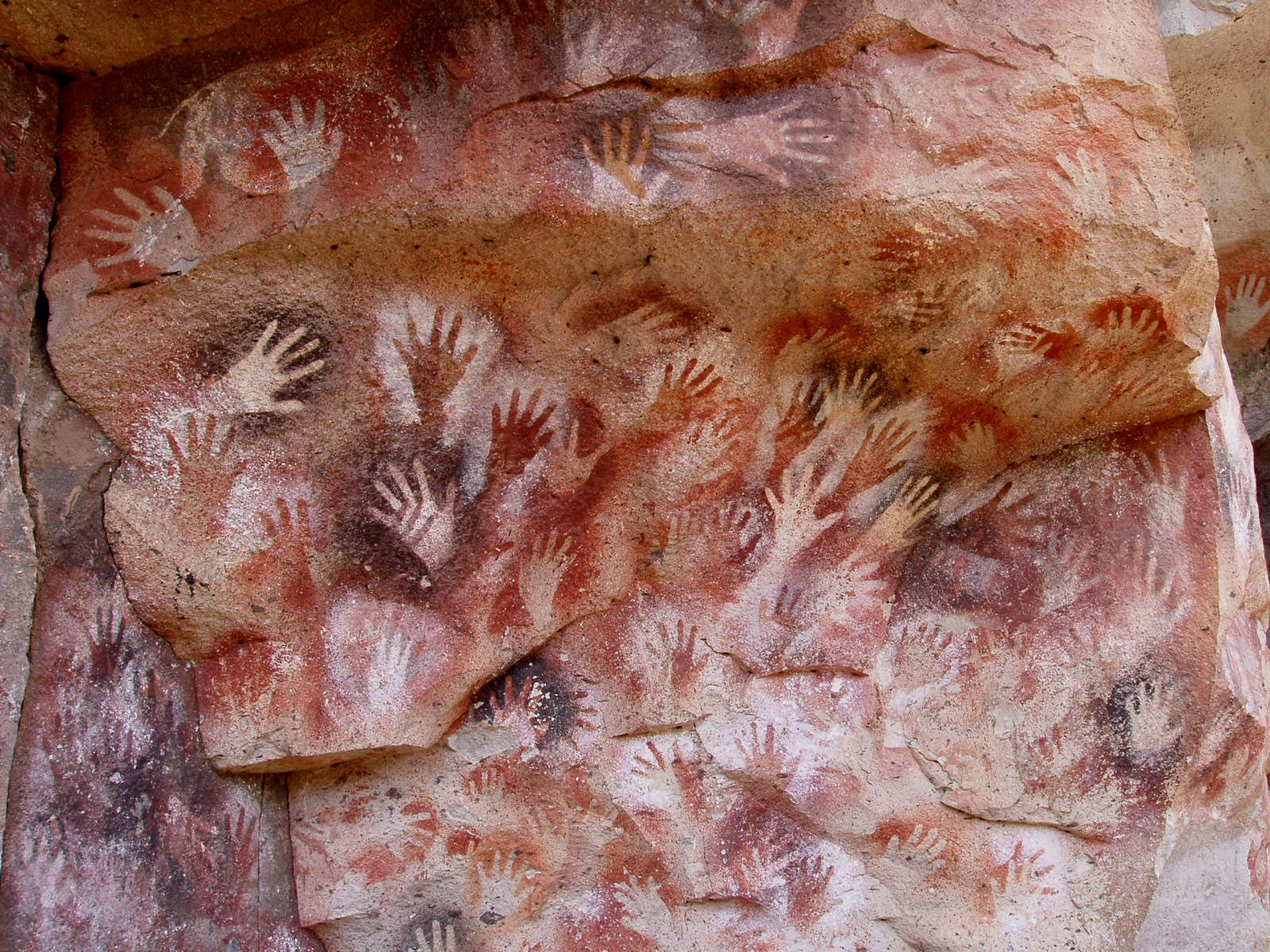
Jaskinia Rąk, Río Pinturas, Santa Cruz, Argentyna, 7300 lat przed Chrystusem. Najstarsze dzieło sztuki znalezione w Ameryce Południowej

Począwszy od 9 tysięcy lat przed naszą erą, powstają pierwsze osady na terenie Pampy, zaś północno-wschodnia jej część została zasiedlona dopiero 7 tysięcy lat przed Chrystusem.

### Strefy kulturowe
Tradycyjna ludność Argentyny dzieli się na dwie główne grupy: myśliwsko-zbierającą, zamieszkującą Patagonię, Pampę i Chacho, oraz rolniczą, zamieszkującą północny wschód, Cuyo, góry Cordoby oraz, nieco później, Mezopotamię – międzyrzecze Parany i Urugwaju.

## Konkwista i epoka kolonialna (1516-1806)

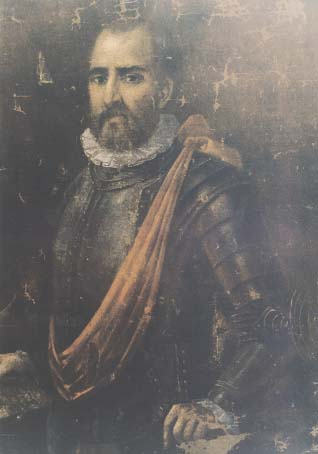
Juan de Garay drugi (właściwy) założyciel Buenos Aires

Pierwsi Europejczycy przybyli na ziemie argentyńskie na statku Amerigo Vespucciego w 1502 roku zaś hiszpański żeglarz, Juan Díaz de Solís, przybył w 1516 roku. Pedro de Mendoza założył Port Matki Boskiej Dobrych Wiatrów (Puerto de Santa María del Buen Ayre) (znany dzisiaj jako Buenos Aires) w 1536. Mimo tego, osadnictwo hiszpańskie poniosło klęskę z powodu głodu i konfliktów z ludnością rdzenną. Buenos Aires ponownie założył Juan de Garay po 39 latach od jego pierwotnego opuszczenia przez kolonistów.
Hiszpania założyła stałą kolonię w Buenos Aires w 1580 roku, jako część Wicekrólestwa Peru (hiszp. Virreinato del Perú). W 1776 roku, osady hiszpańskie na tym terenie wywalczyły sobie status wicekrólestwa, nazwanego Wicekrólestwo La Platy. Zajmowało ono tereny obecnej Argentyny, Urugwaju i Paragwaju oraz część terenu Boliwii.
W tym okresie Buenos Aires przekształciło się w znaczący port morski, nawet pomimo tego, iż był oskarżany o kontrabandę przeciw monopolowi handlowemu zwierzchniego królestwa. Hiszpanie zresztą mówią, że ich bogactwo ma swe źródło w złocie i srebrze przywiezionym z Ameryki Południowej.
Hiszpania narzuciła swym koloniom amerykańskim system kast, którzy narzucał „czystość krwi”, która miała wywodzić się ze ścisłej klasyfikacji ludzi wedle ras i ich mieszanin. Uznali oni, że istnieją trzy rasy (biała, indiańska i czarna) oraz ich dziewięć możliwych połączeń (mulato, mestizo, zambo, tercerón, cuatralbo, zambaigo, tresalbo, mulato prieto, zambo prieto i cuarterón). Ludzi ras mieszanych uważano za „splamionych” (hiszp. machados) lub o „nieczystej krwi” (hiszp. sangre impura), chociaż traktowano ich na różne sposoby – ludzi „krwi indiańskiej” (hiszp. sangre india) mieli być splamionymi przez trzy pokolenia, a ludzie „krwi czarnej” (hiszp. sangre negra) mieli być splamieni na wieki. U szczytu systemu kast, Hiszpanie z Półwyspu Iberyjskiego, uważanych za czystokrwistych (hiszp. sangre pura) cieszyli się największą ilością przywilejów. Zaraz za nimi w hierarchii stali „amerykańscy Hiszpanie” (hiszp. españoles americanos), którzy cieszyli się nieco mniejszymi prawami, a których oboje rodzice pochodzili z Hiszpanii. Na drugim biegunie systemu kast społecznych stali „czarni” (hiszp. negros).
Hiszpania narzuciła chrześcijaństwo i język kastylijski. Na całym obszarze Ameryki kontrolowanym przez Hiszpanię rządziły hiszpańskie zwyczaje i moda, chociaż różne kultury i zwyczaje napotykali osadnicy.

## Powstawanie państwa (1806-1852)

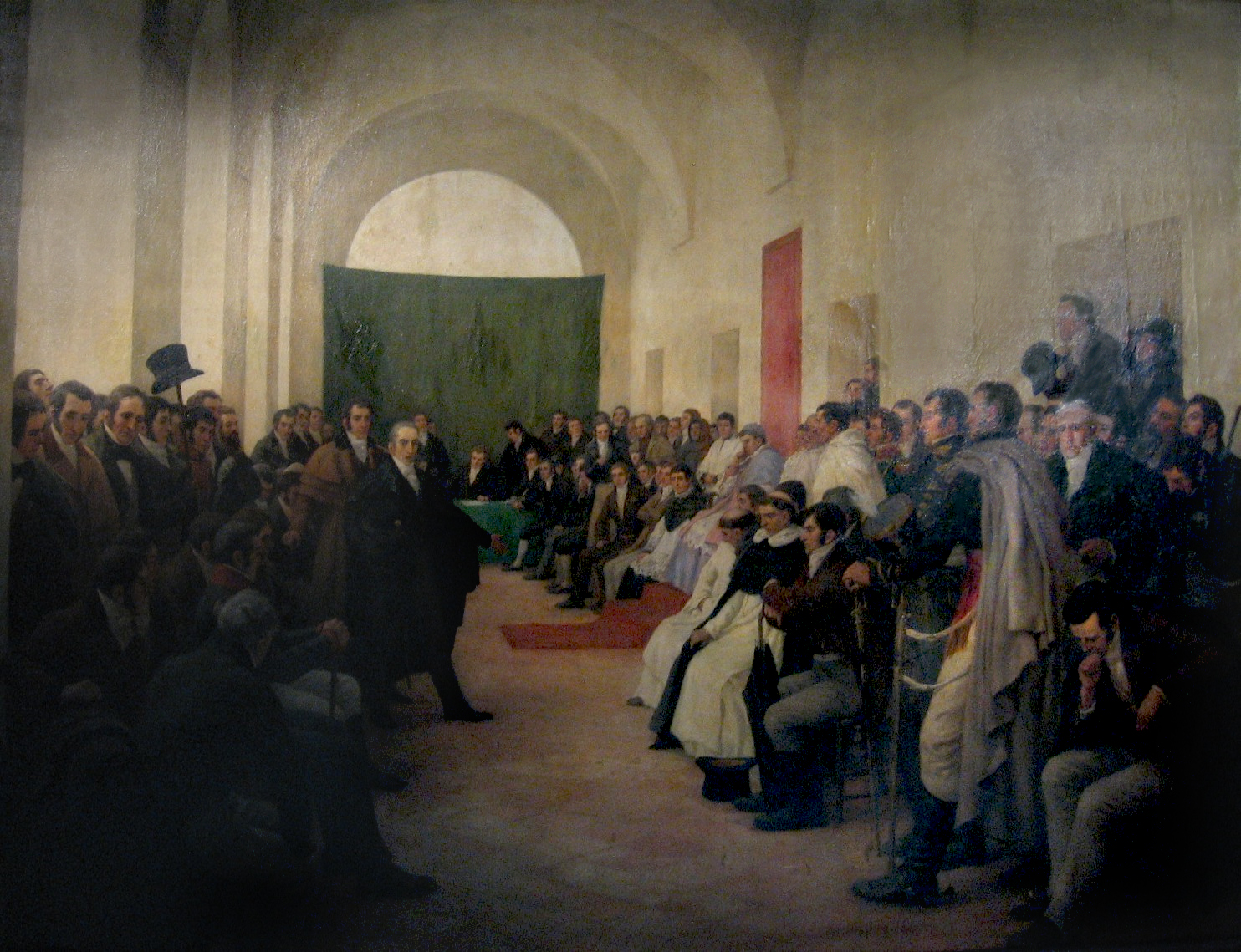
Powołanie pierwszej Junty

W czasie wojen napoleońskich, w 1806 i 1807, angielskie siły zbrojne przeprowadziły tak zwane inwazje angielskie na terytorium Río de la Plata. W pierwszej z nich dowodzili Home Riggs Popham i William Carr Beresford, a w drugiej – John Whitelocke. Pomimo tego, że oba ataki zostały odparte, doprowadziły one do braku poszanowania dla prawa instytucjonalnego i, w konsekwencji, do zniesienia Wicekrólestwa, a następnie do powołania do życia innego organizmu państwowego, niezależnego od Królestwa Hiszpanii.
Rewolucja francuska i wojna o niepodległość Stanów Zjednoczonych podsyciły idee wyzwoleńcze w Ameryce Łacińskiej. Rewolucja majowa w 1810 roku doprowadziła do proklamowania pierwszego, utworzonego głównie przez ludność kreolską, niezależnego rządu w Zjednoczonych Prowincjach Río de la Plata, nazwanego później pierwszą juntą.

Na fioletowo tereny podległe kongresowi z Tucumán, na różowo Liga Federalna w 1820 rozdzielona między Argentynę i Brazylię, ta druga część po secesji od Brazylii w 1825 jako Urugwaj

W 1816 roku Zjednoczone Prowincje Ameryki Południowej ogłaszają niepodległość na Kongresie w Tucumán. José de San Martín, Manuel Belgrano i Martín Miguel de Güemes byli głównymi z bojowników o niepodległość. W latach 1817–1822, José de San Martín wspólnie z Simónem Bolívarem prowadzili walki wyzwoleńcze w Chile i Peru. Simón Bolívar wywalczył również niepodległość dla Wielkiej Kolumbii i Boliwii. Argentyna uważa San Martína za głównego bohatera wojskowego jej niepodległości i honoruje go tytułem „Ojca Ojczyzny” (hiszp. „Padre de la Patria”).
Począwszy od 1820 roku, unitaryści i federaliści debatowali nad formą rządu i ekonomią państwa. Wraz z triumfem federalistów w Bitwie pod Cepedą, rozpoczął się okres silnej autonomii prowincji i wojen domowych. Unia pomiędzy prowincjami przetrwała tylko dzięki podpisaniu traktatów międzyprowincjalnych. Wojny między prowincjami czy też między Buenos Aires a pozostałymi prowincjami, trwały ponad 40 lat. Wodzowie prowincji zdominowali mapę polityczną pierwszej połowy XIX w., tworząc własne, duże wojska i własne rządy.
W latach 1820–1824 w Buenos Aires rządził Martín Rodríguez, realizując historyczne reformy, kontynuowane przez Gregorio Las Herasa. W 1826 nastąpiło zjednoczenie kraju, a kongres mianował prezydentem centrystę Bernardina Rivadavię. Wojna z Brazylią, zakończyła się niepodległością Urugwaju i ustanowieniem Unii w 1826, doprowadziła do końca prezydencji Rivadavii. Jego następcą został federalista Manuel Dorrego, który zakończył wojnę z Brazylią i uznał niepodległość Urugwaju. Unitaryści, buntujący się pod wodzą Juana Lavalle rozstrzelali Dorrego. Stało się to przyczyną wznowienia wojny domowej między unitarystami i federalistami.
W 1829, uważany za dyktatora federalista Juan Manuel de Rosas przejął władzę w prowincji Buenos Aires. Rządził do 1832, przejawiając dyktatorskie i egoistyczne zapędy. W 1832 Wielka Brytania zajęła Falklandy, a de Rosas zaczął walki z rdzenną ludnością Patagonii. Od 1832 do 1835 roku rządziło trzech słabych gubernatorów – Antonio González Balcarce, Juan José Viamonte i Manuel Maza, z których ostatni odpowiedzialny jest za zabicie wodza Facundo Quiroga w Barranca Yaco. W 1835 roku, na skutek panującej w kraju anarchii, Juan Manuel de Rosas zostaje wybrany gubernatorem Buenos Aires. Ogólne referendum zalegitymizowało formę jego wyboru. Zainicjował on politykę socjalistyczną, chociaż nie tworzył nowych zakładów pracy, ani nie wprowadził powszechnej edukacji. Przy pomocy swych sporych uprawnień sprawował on dyktatorskie rządy. Charakteryzowały się one częstymi prześladowaniami opozycjonistów (unitarystów, części federalistów, niektórych środowisk intelektualnych i imigranckich), którzy byli mordowani, aresztowani lub wyrzucani z kraju. Jego polityka doprowadziła do powstań wewnątrz kraju. Powstała wówczas opozycyjna grupa młodych intelektualistów, zwana „Generacją 37.” (hiszp. Generación del 37), skupiona wokół romantycznego Salonu Literackiego, która silnie krytykowała reżim.
Między 1838 i 1840 opór stawia Blok Francuski, powodowany dyskryminacją ludności pochodzenia francuskiego. Co więcej, w latach 1843–1851 okupując Montevideo, pomaga on Urugwajczykowi Manuelowi Oribe umocnić swój kraj. Chyląc się ku upadkowi, reżim de Rosasa musi zwalczać opór Bloku Francusko-Angielskiego w latach 1845–1848. Młode państwo poradziło sobie z tym wygrywając politycznie bitwę nad Vuelta de Obligado.
W ostatnich latach rządów de Rosasa wypowiedzenia posłuszeństwa władcy stają się powszechne. Jedno z nich zostało bardzo ciepło przyjęte przez Justo José de Urquiza, który zdecydował się na podobny krok, co rozwścieczyło dyktatora. Doprowadziło to do bitwy pod Caseros, w której wojska Urquiza, wspomagane siłami urugwajskimi i brazylijskimi, oraz przeciwnikami dyktatury, pokonały tysiące żołnierzy federalnych.
Po tym wydarzeniu, Juan Manuel de Rosas wyemigrował do Wielkiej Brytanii, a Justo José de Urquiza przejął przywództwo państwa. W końcu, w 1853 roku, po zakończeniu separacji prowincji Buenos Aires, Konfederacja uchwala swą konstytucję, mieszając idee federalne, republikańskie i liberalne.

## Ku współczesnej Argentynie (1853-1880)
Wspólnie z opozycjonistami z Buenos Aires, które uznawało się za niepodległy stan, Urquiza zorganizował Kongres Konstytucyjny w Santa Fe (1853), który w następnym roku przyjął konstytucję republikańską, federalistyczną i reprezentatywną, wprowadzając w życie model Juana Bautisty Alberdiego. Urquiza został mianowany prezydentem Konfederacji.
Po Drugiej Bitwie pod Cepedą i Bitwie pod Pavón, zjednoczono kraj. W 1862 roku Bartolomé Mitre, który był wcześniej gubernatorem Buenos Aires, zostaje pierwszym konstytucyjnym prezydentem zjednoczonej Argentyny.
Rozpoczął on starania na rzecz kodyfikacji prawa, promował imigrację i edukację. Rozgromił Peñaloza i podjął sojusz z Urugwajczykami i Brazylijczykami w wojnie przeciwko Paragwajowi w wojnie trójprzymierza (hiszp. La Guerra de la Triple Alianza) toczącej się w latach 1865–1870.
Jego następcą w 1868 roku został Domingo Faustino Sarmiento, który uważany jest za głównego sprawcę dyktatury Francisco Solano Lópeza. Za jego kadencji rozbudowano system linii kolejowych, telegraficznych oraz unowocześniono system oświaty.
W 1874 kolejnym prezydentem Argentyny został Nicolas Avellaneda. Musiał on sprostać następstwom kryzysu gospodarczego wywołanego tzw. paniką roku 1873. Jednakże skutki kryzysu zostały załagodzone dzięki prowadzonej w latach siedemdziesiątych i osiemdziesiątych XIX w. ekspansji militarnej na tereny wschodniej Patagonii tzw.: Conquista del desierto. Patagonię zamieszkiwali Indianie, którzy w wyniku kampanii byli tępieni i wypierani na coraz dalsze tereny. Kampanię militarną poprowadził minister wojny Julio Argentino Roca. Zajęte tereny zostały wykorzystane pod rolnictwo i przyczyniły się do uzyskania przez Argentynę statusu rolniczej potęgi na początku XX wieku.
W 1880 prowincja Buenos Aires pod przewodnictwem Carlosa Tejedora ogłosiła secesję od Argentyny. Prezydent Nicolas Avellaneda celem stłumienia rebelii wysłał generała Julio Argentino Roca, który niebawem zajął zbuntowaną prowincję. W tym samym roku miasto Buenos Aires zostało wydzielone z prowincji i stało się stolicą związkową.